# Сент-Бернард (Огайо)
Сент-Бернард (англ. St. Bernard) — селище (англ. village) в США, в окрузі Гамільтон штату Огайо. Населення — 4070 осіб (2020).

## Географія
Сент-Бернард розташований за координатами 39°10′18″ пн. ш. 84°29′39″ зх. д. / 39.17167° пн. ш. 84.49417° зх. д. (39.171746, -84.494135).  За даними Бюро перепису населення США в 2010 році селище мало площу 4,04 км², з яких 4,00 км² — суходіл та 0,03 км² — водойми.

## Демографія
Згідно з переписом 2010 року, у місті мешкало 4368 осіб у 1869 домогосподарствах у складі 1090 родин. Густота населення становила 1082 особи/км².  Було 2128 помешкань (527/км²).
Расовий склад населення:
| - 80,0 % — білих - 15,7 % — чорних або афроамериканців - 0,7 % — азіатів - 0,3 % — корінних американців - 0,1 % — вихідців з тихоокеанських островів |

До двох чи більше рас належало 2,3 %. Частка іспаномовних становила 1,9 % від усіх жителів.
За віковим діапазоном населення розподілялося таким чином: 23,6 % — особи молодші 18 років, 63,4 % — особи у віці 18—64 років, 13,0 % — особи у віці 65 років та старші. Медіана віку мешканця становила 38,2 року. На 100 осіб жіночої статі у місті припадало 89,4 чоловіків;  на 100 жінок у віці від 18 років та старших — 86,8 чоловіків також старших 18 років.
Середній дохід на одне домашнє господарство  становив 54 367 доларів США (медіана — 46 408), а середній дохід на одну сім'ю — 61 519 доларів (медіана — 53 539). Медіана доходів становила 45 255 доларів для чоловіків та 31 642 долари для жінок. За межею бідності перебувало 19,2 % осіб, у тому числі 35,1 % дітей у віці до 18 років та 5,2 % осіб у віці 65 років та старших.
Цивільне працевлаштоване населення становило 2008 осіб. Основні галузі зайнятості: освіта, охорона здоров'я та соціальна допомога — 27,9 %, виробництво — 14,9 %, роздрібна торгівля — 13,2 %.